# Federazione pallavolistica della Somalia
La Federazione somala di pallavolo (eng. Somali Volleyball Federation, SVF) è un'organizzazione fondata per governare la pratica della pallavolo in Somalia.
Organizza il campionato maschile e femminile, e pone sotto la propria egida la nazionale maschile e femminile.
Ha aderito alla FIVB nel 1972.